# Серебрянка (приток Вихры)
Серебрянка — ручей, правый приток нижней Вихры, протекает по территории Красногорского сельсовета Мстиславского района на востоке Могилёвской области Белоруссии.
Длина — 11 километров. Площадь водосбора — 24 км².
Начинается между деревнями Шумяничи и Коробчино. Течёт в общем направлении на восток мимо деревень Большая Лещенка и Парадино, в низовье поворачивает на север и возле деревни Малая Лещенка впадает в Вихру на высоте 149 м над уровнем моря в 3 км от её устья.
Принимает один приток длиной 4 км.